# Bandiera della Compagnia britannica delle Indie Orientali

L'ultima versione della bandiera, in uso dal 1801 al 1858

La Bandiera della Compagnia britannica delle Indie Orientali è una bandiera storica utilizzata dalla British East India Company (Compagnia britannica delle Indie Orientali) durante il periodo in cui questa entità governava gran parte dell'India, dal 1600 al 1858. La bandiera rappresentava l'autorità della compagnia sulla regione e simboleggiava il dominio coloniale britannico prima che l'India passasse sotto il controllo diretto della Corona britannica.

## Storia
La British East India Company fu fondata nel 1600 con l'obiettivo di commerciare nelle Indie orientali e in altre regioni asiatiche. Con il passare dei decenni, la compagnia assunse anche funzioni di governo e militari, stabilendo una presenza dominante in India. Tra il 1757 e il 1858, la compagnia divenne effettivamente il governo de facto dell'India, periodo noto come il "Company Raj".
Durante questo periodo, la bandiera della British East India Company subì diverse modifiche, ma il design base rimase caratterizzato da un'unione di elementi britannici e simboli che richiamavano l'autorità e l'influenza della compagnia. La bandiera della compagnia era essenzialmente una versione della Union Jack, con l'aggiunta di emblemi distintivi, come il "Sigillo della British East India Company", che rappresentava un elefante con una torre.
Nel 1858, dopo la "rivolta dei Sepoy" e l'abolizione della British East India Company, l'India passò sotto il controllo diretto della Corona britannica, segnando la fine del periodo del Company Raj. La compagnia venne sciolta e la bandiera della compagnia fu sostituita dalla nuova bandiera dell'India sotto la Corona britannica.

## Design della Bandiera
La bandiera della British East India Company aveva una base di fondo rossa o blu e presentava il Union Jack nel cantone in alto a sinistra. Il resto della bandiera era caratterizzato da simboli che rappresentavano la compagnia. Tra questi, il più famoso era il Sigillo della British East India Company, che comprendeva l'immagine di un elefante che trasportava una torre. Quest'immagine simboleggiava la forza e la stabilità della compagnia e il suo impegno nel dominio sulle terre indiane.
Il design della bandiera era influenzato dalla tradizione britannica di bandiere coloniali e spesso era usato per rappresentare le navi della compagnia, le fortificazioni e altre strutture legate all'amministrazione coloniale.

## Uso
La bandiera della British East India Company veniva utilizzata in vari contesti ufficiali: su navi, nell'ambito militare, su edifici governativi e in eventi pubblici. Essa simboleggiava il potere coloniale della compagnia e il suo ruolo di amministratore delle terre indiane. La bandiera era un simbolo di sottomissione per le popolazioni locali, ma anche un segno di identità per i britannici che governavano in India.